# Gouvernement royal d'union nationale du Kampuchéa
Le Gouvernement royal d'union nationale du Kampuchéa (GRUNK), également appelé Gouvernement royal d'union nationale du Cambodge ou Gouvernement royal d'union nationale cambodgienne (GRUNC), était un gouvernement en exil animé par le prince Norodom Sihanouk, ancien chef d'État du royaume du Cambodge renversé en mars 1970.
Basé à Pékin, le GRUNK revendiquait la souveraineté sur le Cambodge, alors plongé en pleine guerre civile. Il était représenté dans le pays par la guérilla du Front uni national du Kampuchéa, qui comprenait les Khmers rouges, et par les Khmers Rumdo (en), sihanoukistes. En avril 1975, les Khmers rouges prirent la capitale, mettant un terme à la guerre civile, mais le GRUNK n'exerça ensuite qu'un pouvoir purement fictif et disparut l'année suivante lors de la démission de Norodom Sihanouk et de son Premier ministre.

## Historique

### Contexte
Au cours des années 1950 et 1960, le prince Norodom Sihanouk, dirigeant politique du royaume du Cambodge, mène une politique neutraliste dans le cadre de la guerre froide. La neutralité du Cambodge, membre du mouvement des non-alignés, est cependant de plus en plus difficile à tenir dans le contexte de la guerre du Viêt Nam, Sihanouk étant de surcroît rétif à l'alignement sur les États-Unis. Au milieu de la décennie, les relations diplomatiques avec les États-Unis sont rompues, et le Cambodge se rapproche de la république populaire de Chine et du Nord Viêt Nam, Sihanouk espérant préserver son régime alors que la victoire des communistes en Asie du Sud-Est lui semble inéluctable. En 1969, préoccupé par les conséquences des agissements du Việt Cộng au Cambodge et par l'insurrection des Khmers rouges, Sihanouk tente de se rapprocher à nouveau des occidentaux, et rappelle au poste de premier ministre le pro-américain Lon Nol. Mais l'extrême tension politique au Cambodge ne lui laisse pas le temps d'infléchir sa politique : le 18 mars 1970, alors que Sihanouk est à l'étranger pour tenter d'obtenir que l'URSS et la Chine appellent les communistes vietnamiens et cambodgiens à la modération, le vice-premier ministre Sisowath Sirik Matak et Lon Nol réunissent les parlementaires, qui votent la destitution du prince.
Norodom Sihanouk se trouve à l'aéroport de Moscou, sur le point de partir pour Pékin, quand il apprend son renversement. D'abord incertain, il a des entretiens avec le premier ministre chinois Zhou Enlai et l'ambassadeur de France Étienne Manac'h, envisageant dans un premier temps de se retirer en France dans sa villa de Mougins. Il prend finalement la décision de ne pas renoncer et, dans un message diffusé par Radio Pékin, dénonce les auteurs de ce qu’il qualifie de coup d'État et annonce son intention de lutter pour la « justice ».

### La naissance
Le premier ministre nord-vietnamien, Phạm Văn Đồng, se rend à Pékin et propose à Norodom Sihanouk de coopérer avec les Khmers rouges. Il rencontre également Pol Pot, qui se trouverait lui aussi à Pékin. Le 23 mars, Sihanouk se décide et annonce la constitution d'un mouvement politique, le Front uni national du Kampuchéa (FUNK), s'adressant à ses compatriotes en leur demandant de prendre les armes contre le gouvernement de Lon Nol. Les forces armées du FUNK seront placées sous l'autorité du Gouvernement royal d'union nationale du Kampuchéa. L'« appel du 23 mars » de Sihanouk aurait été, à son insu, légèrement retouché par Pol Pot. Zhou Enlai prévoit une rencontre entre Sihanouk et Pol Pot mais, le 26 mars, ce dernier se contente de faire transmettre au prince un message de soutien prétendument signé par Khieu Samphân, Hou Yuon et Hu Nim, les chefs officiels du mouvement khmer rouge, et censément envoyé depuis une base de résistance située au Cambodge.
En avril 1970, Thiounn Mumm, qui séjournait en France depuis 1955, rejoignait Sihanouk à Pékin. Dans les quatre années qui allaient suivre, Mumm et son frère Prasith donnaient une caution intellectuelle au monarque et lui attiraient le soutien de membres des classes éduquées cambodgiennes à l’étranger.
Le 10 avril, Khieu Samphân, Hou Yuon et Hu Nim, surnommés les trois fantômes depuis leurs disparitions de Phnom Penh et que beaucoup pensaient liquidés par la police de Sihanouk, faisait leur première déclaration publique depuis 1967 dans laquelle ils apportaient leur soutien au front dirigé par Sihanouk et demandaient aux paysans cambodgiens de rejoindre les maquis.
Les 24 et 25 avril, Sihanouk est l'invité de Zhou Enlai à une conférence tenue à Canton, où il déclare prendre la tête de la « lutte des peuples indochinois contre l'impérialisme américain ». Le 5 mai, à l'incitation des Chinois, le GRUNK est officiellement constitué. Il comprend vingt-deux ministres et vice-ministres, mais toujours à la demande des Chinois, le cabinet était composé pour moitié de membres de la résistance établi au Cambodge, ce qui lui permet de se déclarer comme officiant depuis le territoire khmer et de rejeter l’appellation de gouvernement en exil. Ainsi, à côté de Sihanouk, chef de l’État, on retrouve Penn Nouth, l'un de ses fidèles, premier ministre, Keat Chhon (en), vice-ministre rattaché au bureau du premier ministre, Thiounn Mumm, ministre de l’économie et des finances ou Thiounn Prasith, ministre de la coordination. Ces personnalités, basées à Pékin, partagent les responsabilités avec une dizaine de membres « de l’intérieur » parmi lesquels on retrouve Khieu Samphân est nommé vice-premier ministre, ministre de la défense et chef des forces armées, Hu Nim ministre de l'information et Hou Yuon ministre de l'intérieur, Vorn Vet (ja), vice-ministre de l’intérieur ou Ieng Thirith, vice-ministre de l’Éducation et de la jeunesse. Les Chinois sont, par ailleurs, les seuls durant l'année 1970 à entretenir des contacts directs avec les dirigeants du Parti communiste du Kampuchéa présents sur le territoire du Cambodge.
Le GRUNK a pour siège le Youyi binguan (Hôtel de l'amitié), un complexe de bureaux et de logements situé au Nord-Ouest de Pékin, construit dans les années 1950 pour héberger les conseillers soviétiques. Sihanouk lui-même loge dans l’ancienne légation française, rue de l’anti-impérialisme, près de la place Tian'anmen, et mène grand train aux frais de l'État chinois. Le gouvernement est reconnu d'emblée, outre la Chine, par la Corée du Nord, Cuba, le Nord Viêt Nam et plusieurs États du tiers-monde. L'URSS le reconnaît en octobre 1970, tout en maintenant sa représentation diplomatique à Phnom Penh, puis le reconnaît comme seul représentant du Cambodge en octobre 1973. À la fin de 1975, 62 pays ont reconnu le GRUNK.
Outre les Khmers rouges, le GRUNK est représenté au sein du FUNK par les Khmers rumdo et un ensemble de groupes de maquisards issus des populations Khmer Loeu.
En mai 1970, Thiounn Mumm présente un avant-projet de programme politique. Ce document proclame l’unité de tous les Cambodgiens au sein du front, afin de défaire l’impérialisme et la « clique Lon Nol – Sirik Matak ». Il cache son inspiration socialiste ainsi que son alliance avec le Việt Cộng et ne livre que peu d’indication sur le plan à suivre à long terme. Il n'attribue aucun rôle à Sihanouk une fois la guerre finie, mais donne certains éléments de la politique qui sera appliquée par le Kampuchéa démocratique, tels que l’appel à autarcie, la primauté du collectif sur l’intérêt personnel et l’invocation des « bonnes traditions de la civilisation angkorienne ».
L’ensemble des frais étaient pris en charge par le gouvernement chinois qui en échange exigeait que la moitié des fonds soient destinés aux maquis qui opéraient au Cambodge. Ce partage du financement fut rapidement suivi par celui des tâches. Alors que sur le terrain, la faction khmère rouge prit rapidement le contrôle, la diplomatie était confiée à Sihanouk. Si, vu de l’extérieur, les deux factions semblaient voguer de concert, en fait, la fracture allait s’accentuer avec le temps, amenant à la disparition de la composante sihanoukiste une fois la victoire de la coalition acquise.

### La guérilla
Durant l'été, Sihanouk est jugé par contumace à Phnom Penh par un tribunal militaire et convaincu d’avoir « incité les communistes à commettre une agression » et d’avoir « incité les soldats cambodgiens à rejoindre l’ennemi ». Ces accusations portent sur des faits postérieurs à sa déposition et ne concernent pas les périodes où il avait été chef de l’État et où, de par la constitution, il ne pouvait pas être inquiété. Il est démis de sa citoyenneté et condamné à mort. La peine capitale est aussi requise contre 17 autres membres du front uni national du Kampuchéa, dont la princesse Monique, considérée comme l’âme de la conspiration, et 11 autres à vingt ans d’emprisonnement.
En octobre, un déserteur nord vietnamien avouait qu’un organisme de conseil avait été mis en place pour développer l’influence du PCK au Cambodge en incitant les cadres locaux à s’approprier les postes clés au sein du FUNK et en leur proposant une formation.
Alors qu’à Phnom Penh, la République khmère avait été proclamée le 9 octobre 1970, à Pékin, le gouvernement royal ne se livre qu’à des activités restreintes et, à la fin de 1970, transfère le pouvoir sur le terrain aux dirigeants du PCK. Parmi eux, Saloth Sâr prend en charge l’armée rebelle et Nuon Chea devient conseiller politique.
De par ses contacts à l’étranger, le prince s’avère un porte-drapeau bien utile, mais ses discours et ses occupations sont étroitement contrôlés. À Pékin, il part de temps en temps en voyages diplomatiques financés par le gouvernement chinois. En 1972, il avouera que dès septembre 1970, c’était les dirigeants khmers rouges qui détenaient la réalité du pouvoir. En fait s’il se déclare marxiste et fait régulièrement référence à « ses communistes », ceux qui conduisent la guerre en son nom n’ont que mépris pour lui et la vie luxueuse qu’il mène à Pékin.
Sihanouk et son équipe demeurent en fait isolés du terrain durant la guerre civile cambodgienne : le « chef de l'État » ne reçoit que des rares messages, signés par Khieu Samphân au nom de la « faction intérieure ». En 1971, Ieng Sary arrive à Pékin comme « représentant spécial de l'Intérieur », chargé d'assurer un lien avec les Chinois et les Nord-vietnamiens. Les relations entre lui et Sihanouk sont rapidement détestables : le prince, qui estime que le représentant khmer rouge est là pour le surveiller, prend plaisir à l'humilier.
Durant l’année 1971, le parti communiste du Kampuchéa tente d’affaiblir la position de Norodom Sihanouk dans les campagnes cambodgiennes. Un document affirmait qu’il n’était pas nécessaire d’afficher les portraits du prince et que, sans dénier son faible apport à la révolution, il fallait expliquer subtilement au peuple que toutes les réalisations récentes devaient plus à la lutte armée qu'à l’action du monarque déchu.
En mars 1973, alors que les combats se poursuivent au Cambodge malgré la signature des accords de paix de Paris, Ieng Sary accompagne Norodom Sihanouk et son épouse Monique dans un voyage sur la piste Hô Chi Minh : le chef du GRUNK visite les zones sous contrôle khmer rouge, réalisant ainsi un coup de propagande. Il est néanmoins tenu à l'écart de la population.
Les forces armées du FUNK et, essentiellement, des Khmers rouges, gagnent du terrain face à celles de la République khmère et, le 17 avril 1975, Phnom Penh est prise. Dans les premiers mois de leur pouvoir, les Khmers rouges ne forment pas de véritable gouvernement. Officiellement, le GRUNK dirige le Cambodge, mais Norodom Sihanouk et Penn Nouth se trouvent toujours à Pékin : l'équipe gouvernementale existe essentiellement sur le papier. Sont nommés vice-premiers ministres Vorn Vet (ja) (économie), Ieng Sary (affaires étrangères) et Son Sen (défense) mais le processus de composition du gouvernement s'enlise, du fait de l'incertitude sur le statut de Sihanouk. Ce dernier ne revient au Cambodge que le 9 septembre, en compagnie de son épouse et de Penn Nouth, pour un bref séjour durant lequel il ne semble pas avoir pris conscience de la réalité de la situation. Il effectue ensuite une tournée diplomatique internationale, et prend la parole à l'ONU en faisant l'éloge du nouveau pouvoir. Le 9 octobre, un début d'équipe gouvernementale est constitué, avec Khieu Samphân comme « responsable du Front et du gouvernement royal ».

### La victoire et la dissolution
Au cours de l'année 1975, les dirigeants khmers rouges commencent à omettre de citer l'adjectif « royal » dans le nom du gouvernement, et n'informent pas Sihanouk de la rédaction en cours d'une constitution. En novembre, tout le personnel du GRUNK est rappelé au Cambodge : la plupart disparaissent ensuite au cours des purges khmères rouges. Le 31 décembre Sihanouk revient définitivement au Cambodge, et semble cette fois avoir réalisé l'ampleur des ravages effectués par les Khmers rouges. Privé de tout pouvoir, virtuellement prisonnier, il préside le 5 janvier 1976 le conseil des ministres qui promulgue officiellement la constitution du nouveau régime, le Kampuchéa démocratique. Se décidant à ne plus fournir de caution aux Khmers rouges, Sihanouk remet sa démission le 10 mars mais celle-ci est refusée le temps que les membres du parlement soient élus, puis finalement acceptée et rendue publique le 2 avril. Le 6 du même mois, Penn Nouth remet à son tour sa démission, mettant un terme à l'existence du GRUNK. Le FUNK cesse également d'exister. Sihanouk et Penn Nouth sont par la suite maintenus en détention jusqu'en 1979, date à laquelle les Khmers rouges sont chassés du pouvoir par l'invasion vietnamienne du Cambodge.

### La tentative de renaissance
En 1982, les Khmers rouges forment avec Sihanouk une nouvelle coalition contre le régime pro-vietnamien, sous le nom de Gouvernement de coalition du Kampuchéa démocratique. Cette alliance dure jusqu'aux accords de Paris de 1991, qui constituent la première étape du processus de paix au Cambodge.